# Graphomya amazonensis
Graphomya amazonensis är en tvåvingeart som beskrevs av Márcia Souto Couri 2005. Graphomya amazonensis ingår i släktet Graphomya och familjen husflugor. Inga underarter finns listade i Catalogue of Life.